# Leandre Roura i Garriga
Leandre Roura i Garriga   (Sabadell, 1887 - Sabadell, 1969) fou periodista local i escriptor en català, i ocasionalment en castellà, de temes populars.

## Formació
De formació autodidacta, fou orientat pel poeta i cronista de Sabadell Manuel Ribot i Serra, que també li facilità la publicació d'articles a la Revista de Sabadell.

## Obres
- El promès de la malalta. Sabadell: 1917.
- El cop de riu. Sabadell: 1926.
- Proses viscudes (1). Sabadell: 1926. Establiment Tipogràfic Vives. Pròleg d'Ambrosi Carrion.
- Proses viscudes (2). Sabadell: 1927. Establiment Tipogràfic Vives. Pròleg de Josep Torres i Vilalta.
- Proses viscudes (3). Sabadell: 1929. Establiment Tipogràfic Vives. Pròleg de Pere Rimblas.
- Del meu romiatge. Poesies. Sabadell: 1930. José Figuerola.
- Garba. Poesies. Llibret d'homenatge. Sabadell: 1934.
- La suprema lluita. Sabadell: 1926.
- Rimas nuevas: poesías catalanas i castellanas. Sabadell: 1950. Impremta Linograf.
- El llibre de les sardanes. Sabadell: 1953. Impremta Linograf. Presentació d'Aureli Capmany.
- Claverianas i otras poesías. Sabadell: 1959. Impremta Gispert.
- Consells a la joventut. Sabadell: 1956. Impremta Gispert.
- La vida com un la veu. Sabadell: 1955. Impremta Gispert.
- A la Joventut de la Faràndula. Sabadell: 1957.